# West Yellowstone
West Yellowstone é uma cidade  localizada no estado americano de Montana, no Condado de Gallatin.

## Demografia
Segundo o censo americano de 2000, a sua população era de 1177 habitantes.
Em 2006, foi estimada uma população de 1232, um aumento de 55 (4.7%).

## Geografia
De acordo com o United States Census Bureau tem uma área de
2,1 km², dos quais 2,1 km² cobertos por terra e 0,0 km² cobertos por água. West Yellowstone localiza-se a aproximadamente 2031 m acima do nível do mar.

## Localidades na vizinhança
O diagrama seguinte representa as localidades num raio de 68 km ao redor de West Yellowstone.